# Уайкс, Дилан
Дилан Уайкс (англ. Dylan Wykes, род. 6 июня 1983 года) — канадский легкоатлет, который специализируется в марафоне. На олимпийских играх 2012 года занял 20-е место в марафоне с результатом 2:15.26. Занял 33-е место на чемпионате мира 2009 года — 2:18.00.
Личный рекорд в марафоне — 2:10.47 — это второй результат среди марафонцев Канады.

## Достижения
- 129-е место на чемпионате мира по кроссу 2008 года
- Победитель Калифорнийского марафона 2010 года — 2:12.39
- 6-е место на Торонтском марафоне Waterfront 2011 года — 2:12.57
- 7-е место на Роттердамском марафоне 2012 года — 2:10.47